# Patryk Vega
Patryk Sebastian Vega (ur. jako Patryk Sebastian Krzemieniecki 2 stycznia 1977 w Warszawie) – polski reżyser, scenarzysta i socjolog.

## Życiorys

### Wczesne lata
Został wychowany przez matkę. Już w szkole podstawowej interesował się kinem i montażem. Z chwilą otrzymania dowodu osobistego podjął starania o zmianę nazwiska, marząc o karierze międzynarodowej. Od 15. roku życia pracował zarobkowo, początkowo handlując nielegalnym oprogramowaniem na jednej z warszawskich giełd. W wieku kilkunastu lat został wpisany do polskiej księgi rekordów Guinnessa jako najmłodszy twórca grafiki komputerowej.
Jest absolwentem socjologii o specjalizacji medialnej w Collegium Civitas w Warszawie. Pracę magisterską obronił na kanwie serialu dokumentalnego Prawdziwe psy, którego był współscenarzystą i reżyserem. Serial opowiadał o pracy warszawskiej policji. Jest współautorem przekrojowej pracy socjologicznej: „Polski ruch feministyczny – analiza ruchu społecznego według teorii Alaina Touraine’a”.

### Praca zawodowa
W trakcie studiów pracował z Markiem Millerem w ramach Laboratorium reportażu, a w TVP – z dokumentalistą Andrzejem Fidykiem.
Jako scenarzysta zadebiutował w 1998, realizując serial Pierwszy milion (2000). Jest pomysłodawcą i współrealizatorem serialu Prawdziwe psy (2001). Wyreżyserował autorskie seriale TVN Kryminalni (2005) i Twarzą w twarz (2007–2008), a także był reżyserem serialu TVP2 Instynkt.
W 2005 stworzył film PitBull, który został zrealizowany również w formie serialu telewizyjnego. Od 2010 wyreżyserował, oparte na autorskim scenariuszu, filmy, takie jak Ciacho (2010) i Last Minute (2013) oraz Służby specjalne (2014), Botoks (2017) i Kobiety mafii (2018), które zostały zrealizowane również w formie seriali. W 2016 stworzył też dwie kolejne części filmu Pitbull: Pitbull. Nowe porządki i Pitbull. Niebezpieczne kobiety. Botoks został uznany za jedną z najgorszych produkcji 2017 przez serwis Mediakrytyk.pl − agregujący recenzje polskich krytyków.

## Charakterystyka i odbiór twórczości
Filmy Vegi, począwszy od Ciacha, zbierają chłodne recenzje, mimo imponujących wyników box office. Szczególną uwagę zwraca się na konwencję, pod którą jest tworzony prawie każdy film kontrowersyjnego reżysera. Krytyce poddaje się m.in.: chaotyczny scenariusz i montaż, kiepską grę aktorską, spore nasycenie wulgaryzmów, humoru niskich lotów i brutalności, a także szum medialny, który towarzyszył premierom filmów, takim jak Botoks, Polityka czy Pętla. Produkcje te – zgodnie z zapowiedziami reżysera – miały być przełomowe pod kątem ujawnienia patologii występujących w środowiskach policji, polityków, lekarzy, sportu czy służb, jednak zdaniem dziennikarzy i krytyków miało to głównie na celu podbicie popularności w celu sprowadzenia większej liczby widzów do kin.

## Działalność społeczna
2 lutego 2021 opublikował w serwisie YouTube film dokumentalny Oczy diabła, opowiadający o handlu dziećmi, m.in. sprzedaży siatkom pedofilskim i nielegalnym klinikom trudniącym się przeszczepami. Po upublicznieniu materiału Rzecznik Praw Dziecka Mikołaj Pawlak, wystosował do prokuratury prośbę o wszczęcie postępowania w sprawie ujawnionych przez Vegę faktów. W osobnym postępowaniu sprawą zajęła się Państwowa Komisja ds. Pedofilii.

## Życie prywatne
Od 2010 jest żonaty z Katarzyną Słomińską. Ma troje dzieci: córkę i synów-bliźniaków.

## Filmografia

### Filmy
- 2005: PitBull – scenariusz i reżyseria
- 2010: Ciacho – scenariusz i reżyseria
- 2012: Hans Kloss. Stawka większa niż śmierć – reżyseria
- 2013: Last Minute – scenariusz i reżyseria
- 2014: Służby specjalne – scenariusz i reżyseria
- 2016: Pitbull. Nowe porządki –  scenariusz i reżyseria
- 2016: Pitbull. Niebezpieczne kobiety – scenariusz i reżyseria
- 2017: Czerwony punkt (film krótkometrażowy)
- 2017: Botoks – scenariusz i reżyseria
- 2018: Kobiety mafii – scenariusz i reżyseria
- 2018: Plagi Breslau – scenariusz i reżyseria
- 2019: Kobiety mafii 2 – scenariusz i reżyseria
- 2019: Polityka – reżyseria[15]
- 2020: Bad Boy – scenariusz i reżyseria[16]
- 2020: Pętla – scenariusz i reżyseria
- 2021: Oczy diabła – (film dokumentalny)
- 2021: Miłość, seks & pandemia[17] – scenariusz i reżyseria
- 2021: Pitbull[18] – scenariusz i reżyseria
- 2021: Small World[19] – scenariusz i reżyseria
- 2022: Niewidzialna wojna – scenariusz i reżyseria
- 2025: Putin – scenariusz i reżyseria

### Seriale
- 1999: Pierwszy milion – scenariusz
- 2001: Prawdziwe psy – pomysł serii, współpraca realizacyjna
- 2002: Taśmy grozy - współpraca realizacyjna
- 2005: Kryminalni – reżyseria
- 2005: Pitbull – scenariusz i reżyseria
- 2007: Twarzą w twarz – scenariusz i reżyseria
- 2011: Instynkt – reżyseria
- 2014: Służby specjalne – scenariusz i reżyseria
- 2014: Ciemna strona miasta – pomysł serii i reżyseria
- 2017: Botoks – scenariusz i reżyseria
- 2018: Kobiety mafii – scenariusz i reżyseria
- 2019: Polityka  – reżyseria
- 2019: Kobiety mafii 2 – scenariusz i reżyseria
- 2020: Bad Boy – scenariusz i reżyseria
- 2020: Pętla – scenariusz i reżyseria
- 2021: Small World – scenariusz i reżyseria
- 2022: Niewidzialna wojna – scenariusz i reżyseria

## Książki
- 2015: Złe psy. W imię zasad[20].
- 2015: Złe psy. Po ciemnej stronie mocy
- 2016: Służby specjalne. Podwójna przykrywka
- 2016: Niebezpieczne kobiety. Cała prawda o kobietach w polskiej policji.

## Nagrody i nominacje
| Rok  | Nagroda                                                 | Kategoria | Film | Rezultat  |
| ---- | ------------------------------------------------------- | --- | --- | --------- |
| 2005 | Nagroda na XV Festiwalu Courmayeur Noir in we Włoszech  | Nagroda specjalna Jury za „odważną i uczciwą reżyserię filmu podejmującego brutalne i bardzo istotne społecznie tematy” | Pitbull | Wygrana   |
| 2005 | Koszaliński Festiwal Debiutów Filmowych „Młodzi i Film” | Nagroda za reżyserię | Pitbull | Wygrana   |
| 2006 | Fenomen „Przekroju”                                     | Za wytrwałość, pracowitość i umiejętność nowego spojrzenia na historie, które dzieją się obok nas. Za ambicję tworzenia na najwyższym, światowym poziomie. Za namacalne dowody, że instynkt artysty to palec boży, którego nie zastąpi żadna szkoła | – | Nominacja |
| 2010 | 35. Festiwal Polskich Filmów Fabularnych w Gdyni        | Bursztynowe Lwy | Ciacho | Wygrana   |
| 2012 | Hugo Television Awards Złoty Hugo                       | Daytime Drama Series | Instynkt | Wygrana   |
| 2017 | Wielki Wąż                                              | Najgorszy film („Za bezwstydny produkt, żerowanie na niskich instynktach i sprzedawanie starych dowcipów jako faktów”) | Botoks | Wygrana   |
| 2017 | Wąż                                                     | Najgorsza reżyseria | Botoks | Wygrana   |
| 2017 | Wąż                                                     | Najgorszy scenariusz | Botoks | Wygrana   |
| 2017 | Wąż                                                     | Żenujący film na ważny temat | Botoks | Wygrana   |
| 2017 | Nagroda Stowarzyszenia „Kina Polskie” Brylantowy Bilet  | Bilet | Botoks | Wygrana   |
| 2017 | 42. Festiwal Polskich Filmów Fabularnych w Gdyni        | Bursztynowe Lwy | Pitbull. Niebezpieczne kobiety                                                                                      | Wygrana   |
| 2018 | Bestseller Empiku                                       | Nagroda w kategorii: Film polski | Pitbull. Niebezpieczne kobiety                                                                                      | Wygrana   |
| 2018 | Nagroda im. św. Grzegorza I Wielkiego                   | przyznana przez „Niezależna Gazeta Polska – Nowe Państwo” | – | Wygrana   |
| 2020 | Wąż                                                     | Najgorszy sequel, prequel, remake | Kobiety mafii 2 | Nominacja |
| 2021 | Wąż                                                     | Najgorsza reżyseria | Pętla | Wygrana   |
| 2021 | Wąż                                                     | Najgorsza reżyseria | Bad Boy | Nominacja |
| 2021 | Wąż                                                     | Najgorszy scenariusz | Pętla | Nominacja |
| 2021 | Wąż                                                     | Najgorszy scenariusz | Bad Boy | Nominacja |
| 2023 | Wąż                                                     | Wielki Wąż – najgorszy film | Miłość, seks & pandemia („za banalną fabułę i udawanie, że chodzi tu o coś więcej niż wpływy ze sprzedaży biletów”) | Nominacja |
| 2023 | Wąż                                                     | Wielki Wąż – najgorszy film | Niewidzialna wojna („za brak umiejętności w opowiadaniu nawet o samym sobie”)                                       | Wygrana   |
| 2023 | Wąż                                                     | Najgorsza reżyseria | Miłość, seks & pandemia                                                                                             | Nominacja |
| 2023 | Wąż                                                     | Najgorsza reżyseria | Niewidzialna wojna                                                                                                  | Wygrana   |
| 2023 | Wąż                                                     | Najgorszy scenariusz | Miłość, seks & pandemia                                                                                             | Nominacja |
| 2023 | Wąż                                                     | Najgorszy scenariusz | Niewidzialna wojna                                                                                                  | Wygrana   |